# 13 квітня
13 квітня — 103-й день року (104-й у високосні роки) в григоріанському календарі. До кінця року залишається 262 дні.

## Свята і пам'ятні дні

### Міжнародні
- Всесвітній день рок-н-ролу.

### Національні
- Таїланд:  Лаос: * У Таїланді та Лаосі розпочинається триденний Новорічний фестиваль Сонгкран
- Польща: День пам'яті жертв Катині

### Релігійні

#### Християнство
Католицька церква:
- День Святого Священномученика Папи Римського Мартина І Ісповідника.
- День Блаженної Іди Лотаринґської, матері Хрестоносців Готфріда Буйонського, Балдуїна I та Євстахія III.

 Православна церква:
- Священномученика Артемона, пресвітера Лаодикійського.
- Мученика Крискента з Мир Лікійських.
- Мучениці Фомаїди Єгипетської.

## Події
- 1204 — хрестоносці папи Іннокентія III взяли греко-православний Константинополь.
- 1598 — король Франції Генріх IV підписав Нантський едикт, що надавав громадянські права гугенотам, сприяючи громадянській єдності, секуляризму та віротерпимості.
- 1814 — німецький математик Карл Вітте здобув ступінь доктора філософії у віці 12 років.
- 1870 — у Нью-Йорку відкрився знаменитий Музей мистецтв «Метрополітен».
- 1923 — відбулося урочисте відкриття в Лондоні стадіону Уемблі.
- 1924 — у Греції засновано футбольний клуб АЕК.
- 1928 — у Києві відбулася прем'єра фільму Олександра Довженка «Звенигора».
- 1940 — розпочався один з етапів депортації із західних областей України, виселені майже 320 тис. осіб.
- 1943 — у Вашингтоні відкрили меморіал Томаса Джефферсона.
- 1953 — вийшла перша книга «бондіани» Яна Флемінга — «Казино „Рояль“»..
- 1967 — пісня «Something Stupid», записана Френком Сінатрою у дуеті зі своєю дочкою Ненсі, очолила чарт США.
- 1967 — у СРСР радгоспи перевели на повний госпрозрахунок.
- 1975 — зіткненнями в Бейруті між палестинськими бойовиками і воєнізованою християнською партією почалася Громадянська війна в Лівані.
- 1986 — Іван Павло II першим серед пап відвідав синагогу.
- 1990 — Радянський Союз офіційно визнав свою відповідальність за убивство в Катинському лісі (1940) кількох тисяч польських офіцерів (злочин, в якому раніше СРСР звинувачував нацистів).
- 1991 — гурт «Londonbeat» очолили американський чарт, на вершину хіт-параду забралася їхня пісня «І've Been Thinking About You».
- 2004 — відбувся перший за 12 років після возз'єднання виступ гурту «Pixies».
- 2012 — Верховна Рада прийняла Кримінальний процесуальний кодекс України.
- 2014 — в.о. Президента України Олександр Турчинов оголосив Антитерористичну операцію на сході України.

## Народились
Дивись також Категорія:Народились 13 квітня
- 1506 — П'єр Фабер, французький теолог, засновник Ордена єзуїтів.
- 1519 — Катерина Медичі, королева Франції, одна із найвпливовіших осіб Франції в період воєн між католиками й гугенотами.
- 1570 — Ґай Фокс, англійський дворянин-католик, учасник Порохової змови 5 листопада 1605 року, коли католики-змовники планували підірвати будівлю англійського парламенту і в такий спосіб покінчити з протестантським правлінням в країні.
- 1743 — Томас Джефферсон, 3-й президент США (1801—1809), один з авторів Декларації незалежності.
- 1748 — Джозеф Брама, англійський винахідник, винайшов гідравлічний прес. Разом з Вільямом Армстронгом, вважається одним із засновників гідротехніки.
- 1769 — Томас Лоуренс, англійський художник-портретист.
- 1771 — Річард Тревітік, англійський інженер, винахідник першого у світі паровоза.
- 1841 — Луї Ернест Барріа, французький скульптор.
- 1883 — Буч Кессіді, легендарний американський розбійник.
- 1887 — Іван Кавалерідзе, український скульптор, кінорежисер, драматург, сценарист, художник кіно.
- 1888 — Джон Хеммонд, американський інженер, розробник перших FM-радіо й музичних інструментів.
- 1892 — Роберт Ватсон-Ватт, шотландський фізик, винахідник радара.
- 1896 — Лев Ґец, український графік і живописець, громадський діяч, воїн Легіону УСС (1914—1918), стрілець УГА (1918), директор музею «Лемківщина» (1931—1944).
- 1906 — Семюел Бекет, ірландський письменник, лауреат Нобелівської премії з літератури («В очікуванні Годо»).
- 1936 — Оксана Іваненко, українська дитяча письменниця, перекладачка.
- 1939 — Пол Сорвіно, американський актор («Славні хлопці», «Дік Трейсі»).
- 1939 — Шеймас Гіні, ірландський письменник, поет, перекладач та викладач. Лауреат Нобелівської премії з літератури (1995).
- 1940 — Владимир Косма, французький композитор, диригент і скрипаль румунського й єврейського походження.
- 1940 — Жан-Марі Гюстав Ле Клезіо, класик сучасної французької та маврикійської літератури, лауреат Нобелівської премії з літератури (2008).
- 1941 — Майкл Стюарт Браун, американський лікар і біохімік. Разом з Джозефом Голдштейном отримав Нобелівську премію з медицини або фізіології (1985).
- 1944 — Джек Кеседі, американський музикант, бас-гітарист видатної групи Jefferson Airplane.
- 1946 — Леонід Яновський, український, радянський актор.
- 1949 — Юрій Ковалів, український поет, критик, літературознавець, педагог.
- 1954 — Джиммі Дестрі, клавішник знаменитого американського гурту «Blondie».
- 1964 — Доку Умаров, чеченський військовий і політичний діяч, останній президент Чеченської Республіки Ічкерія 1-й лідер самопроголошеного Імарату Кавказ.
- 1975 — Лу Бега, співак, автор хіта «Mambo#5».
- 1995 — Богдан Сироїд, український піаніст, композитор і професор Саламанського університету.

## Померли
Дивись також Категорія:Померли 13 квітня
- 1093 — Всеволод Ярославич, руський князь із династії Рюриковичів. Великий князь київський (1076—1077, 1078—1093). Князь переяславський (1054—1076) і чернігівський (1077—1078).
- 1592 — Бартоломео Амманаті, італійський скульптор і архітектор доби маньєризму.
- 1695 — Жан де Лафонтен, французький поет, байкар.
- 1902 — Олександр Лазаревський, український історик, генеалог, джерелознавець та видавець. Близький знайомий та один із перших біографів поета Тараса Шевченка.
- 1933 — Степан Ерастов, український письменник, меценат і громадсько-політичний діяч на Кубані, один із засновників Української Центральної ради
- 1945 — Порфирій Молчанов, український композитор і педагог.
- 1978 — Фунмілайо Ренсем-Куті, нігерійська феміністка, політична діячка, освітянка, активістка за жіноче виборче право.
- 2008 — Джон Арчибальд Вілер, американський фізик (*9 липня 1911 р.).
- 2015 — Гюнтер Грасс, німецький письменник, лауреат Нобелівської премії з літератури 1999 року